# 준호의 콘서트 투어 목록
다음은 대한민국 남성 아이돌 그룹 2PM의 멤버 이준호의 솔로 콘서트 목록이다.

## 국내 투어

### JUNHO SOLO CONCERT "LAST NIGHT IN SEOUL"
| 개최일          | 도시       | 개최지              |
| --------------- | ---------- | ------------------- |
| 2015년 9월 19일 | 서울특별시 | 올림픽공원 올림픽홀 |
| 2015년 9월 20일 | 서울특별시 | 올림픽공원 올림픽홀 |

## 아시아 투어

### JUNHO (From 2PM) Last Concert "JUNHO THE BEST"
| 개최일          | 도시       | 국가     | 개최지              |
| --------------- | ---------- | -------- | ------------------- |
| 2018년 12월 6일 | 도쿄       | 일본     | 일본무도관          |
| 2018년 12월 7일 | 도쿄       | 일본     | 일본무도관          |
| 2018년 12월 8일 | 도쿄       | 일본     | 일본무도관          |
| 2019년 3월 23일 | 서울특별시 | 대한민국 | 올림픽공원 올림픽홀 |
| 2019년 3월 24일 | 서울특별시 | 대한민국 | 올림픽공원 올림픽홀 |

### JUNHO THE MOMENT
| 개최일           | 도시         | 국가       | 개최지                      |
| ---------------- | ------------ | ---------- | --------------------------- |
| 2022년 1월 22일  | 서울특별시   | 대한민국   | 블루스퀘어 마스터카드 홀    |
| 2022년 1월 23일  | 서울특별시   | 대한민국   | 블루스퀘어 마스터카드 홀    |
| 2023년 10월 14일 | 타이베이     | 대만       | 타이베이 뮤직 센터          |
| 2023년 11월 4일  | 마카오       | 마카오     | 스튜디오 시티 이벤트 센터   |
| 2023년 11월 11일 | 마닐라       | 필리핀     | 몰 오브 아시아 아레나       |
| 2023년 11월 18일 | 쿠알라룸푸르 | 말레이시아 | 메가 스타 스타디움          |
| 2023년 11월 25일 | 자카르타     | 인도네시아 | 자카르타 컨벤션 센터 5홀    |
| 2023년 12월 2일  | 홍콩         | 홍콩       | 아시아월드 엑스포 런웨이 11 |
| 2023년 12월 8일  | 싱가포르     | 싱가포르   | 더 스타 극장                |
| 2023년 12월 10일 | 방콕         | 태국       | 로열 파라곤 홀              |

### LEE JUNHO 2022 FAN-CON "Before Midnight"
| 개최일          | 도시       | 국가     | 개최지               |
| --------------- | ---------- | -------- | -------------------- |
| 2022년 8월 12일 | 서울특별시 | 대한민국 | SK올림픽핸드볼경기장 |
| 2022년 8월 13일 | 서울특별시 | 대한민국 | SK올림픽핸드볼경기장 |
| 2022년 8월 14일 | 서울특별시 | 대한민국 | SK올림픽핸드볼경기장 |
| 2022년 8월 20일 | 도쿄       | 일본     | 일본무도관           |
| 2022년 8월 21일 | 도쿄       | 일본     | 일본무도관           |

### LEE JUNHO CONCERT "다시 만나는 날"
| 개최일          | 도시       | 국가     | 개최지            |
| --------------- | ---------- | -------- | ----------------- |
| 2023년 7월 22일 | 요코하마시 | 일본     | 피아 아레나 MM    |
| 2023년 7월 23일 | 요코하마시 | 일본     | 피아 아레나 MM    |
| 2023년 8월 5일  | 고베       | 일본     | 고베 월드 기념 홀 |
| 2023년 8월 6일  | 고베       | 일본     | 고베 월드 기념 홀 |
| 2023년 8월 26일 | 나고야시   | 일본     | 니혼 가이시 홀    |
| 2023년 8월 27일 | 나고야시   | 일본     | 니혼 가이시 홀    |
| 2024년 1월 13일 | 서울특별시 | 대한민국 | 잠실실내체육관    |
| 2024년 1월 14일 | 서울특별시 | 대한민국 | 잠실실내체육관    |

### 2025 LEE JUNHO FANCON "Midnight Sun"
| 개최일          | 도시     | 국가     | 개최지             |
| --------------- | -------- | -------- | ------------------ |
| 2025년 1월 25일 | 인천     | 대한민국 | 인스파이어 아레나  |
| 2025년 1월 26일 | 인천     | 대한민국 | 인스파이어 아레나  |
| 2025년 2월 8일  | 도쿄     | 일본     | 도쿄 체육관        |
| 2025년 2월 9일  | 도쿄     | 일본     | 도쿄 체육관        |
| 2025년 2월 22일 | 타이베이 | 대만     | NTU 스포츠 센터 1F |
| 2025년 2월 23일 | 타이베이 | 대만     | NTU 스포츠 센터 1F |
| 2025년 3월 1일  | 상파울로 | 브라질   | 비브라 상파울로    |
| 2025년 3월 2일  | 상파울로 | 브라질   | 비브라 상파울로    |

## 일본 전국 투어

### JUNHO (From 2PM) 1st Solo Tour "너의 목소리"
| 개최일          | 도시     | 개최지            |
| --------------- | -------- | ----------------- |
| 2013년 7월 9일  | 삿포로시 | 제프 삿포로       |
| 2013년 7월 10일 | 삿포로시 | 제프 삿포로       |
| 2013년 7월 13일 | 후쿠오카 | 제프 후쿠오카     |
| 2013년 7월 14일 | 후쿠오카 | 제프 후쿠오카     |
| 2013년 7월 16일 | 오사카   | 제프 남바         |
| 2013년 7월 17일 | 오사카   | 제프 남바         |
| 2013년 7월 22일 | 나고야시 | 제프 나고야       |
| 2013년 7월 23일 | 나고야시 | 제프 나고야       |
| 2013년 7월 29일 | 도쿄     | 다이버시티 도쿄   |
| 2013년 7월 30일 | 도쿄     | 다이버시티 도쿄   |
| 2013년 7월 31일 | 도쿄     | 다이버시티 도쿄   |
| 2013년 8월 29일 | 도쿄     | 도쿄 국제 포럼 홀 |

### JUNHO (From 2PM) Solo Tour 2014 "FEEL"
| 개최일          | 도시     | 개최지                      |
| --------------- | -------- | --------------------------- |
| 2014년 7월 3일  | 삿포로시 | 제프 삿포로                 |
| 2014년 7월 4일  | 삿포로시 | 제프 삿포로                 |
| 2014년 7월 14일 | 후쿠오카 | 후쿠오카 선 팔레스          |
| 2014년 7월 15일 | 후쿠오카 | 후쿠오카 선 팔레스          |
| 2014년 7월 17일 | 나고야시 | 나고야 국제회의장 센츄리 홀 |
| 2014년 7월 18일 | 나고야시 | 나고야 국제회의장 센츄리 홀 |
| 2014년 7월 24일 | 오사카   | 오사카 국제회의장 메인 홀   |
| 2014년 7월 25일 | 오사카   | 오사카 국제회의장 메인 홀   |
| 2014년 7월 31일 | 도쿄     | 도쿄 국제 포럼 홀           |
| 2014년 8월 1일  | 도쿄     | 도쿄 국제 포럼 홀           |
| 2014년 8월 12일 | 도쿄     | 일본무도관                  |
| 2014년 8월 13일 | 도쿄     | 일본무도관                  |

### JUNHO (From 2PM) Solo Tour 2015 "LAST NIGHT"
| 개최일          | 도시       | 개최지            |
| --------------- | ---------- | ----------------- |
| 2015년 7월 7일  | 도쿄       | 다이버시티 도쿄   |
| 2015년 7월 8일  | 도쿄       | 다이버시티 도쿄   |
| 2015년 7월 9일  | 도쿄       | 다이버시티 도쿄   |
| 2015년 7월 11일 | 후쿠오카   | 제프 후쿠오카     |
| 2015년 7월 12일 | 후쿠오카   | 제프 후쿠오카     |
| 2015년 7월 14일 | 오사카     | 제프 남바         |
| 2015년 7월 15일 | 오사카     | 제프 남바         |
| 2015년 7월 17일 | 삿포로시   | 제프 삿포로       |
| 2015년 7월 18일 | 삿포로시   | 제프 삿포로       |
| 2015년 7월 22일 | 나고야시   | 제프 나고야       |
| 2015년 7월 23일 | 나고야시   | 제프 나고야       |
| 2015년 7월 28일 | 요코하마시 | 요코하마 아레나   |
| 2015년 7월 29일 | 요코하마시 | 요코하마 아레나   |
| 2015년 8월 4일  | 고베       | 고베 월드 기념 홀 |
| 2015년 8월 5일  | 고베       | 고베 월드 기념 홀 |

### JUNHO (From 2PM) Solo Tour 2016 "HYPER"
| 개최일          | 도시     | 개최지                       |
| --------------- | -------- | ---------------------------- |
| 2016년 7월 8일  | 오사카   | 제프 남바                    |
| 2016년 7월 9일  | 오사카   | 제프 남바                    |
| 2016년 7월 10일 | 오사카   | 제프 남바                    |
| 2016년 7월 15일 | 나고야시 | 제프 나고야                  |
| 2016년 7월 16일 | 나고야시 | 제프 나고야                  |
| 2016년 7월 17일 | 나고야시 | 제프 나고야                  |
| 2016년 7월 19일 | 후쿠오카 | 제프 후쿠오카                |
| 2016년 7월 20일 | 후쿠오카 | 제프 후쿠오카                |
| 2016년 8월 13일 | 삿포로시 | 제프 삿포로                  |
| 2016년 8월 14일 | 삿포로시 | 제프 삿포로                  |
| 2016년 8월 24일 | 도쿄     | 국립 요요기 경기장 제1체육관 |
| 2016년 8월 25일 | 도쿄     | 국립 요요기 경기장 제1체육관 |

### JUNHO (From 2PM) Special Encore Concert "LAST HYPER NIGHT"
| 개최일          | 도시 | 개최지     |
| --------------- | ---- | ---------- |
| 2016년 12월 3일 | 도쿄 | 일본무도관 |
| 2016년 12월 4일 | 도쿄 | 일본무도관 |

### JUNHO (From 2PM) Solo Tour 2017 "2017 S/S"
| 개최일          | 도시       | 개최지                       |
| --------------- | ---------- | ---------------------------- |
| 2017년 7월 1일  | 후쿠오카   | 후쿠오카 선 팔레스 호텔 & 홀 |
| 2017년 7월 2일  | 후쿠오카   | 후쿠오카 선 팔레스 호텔 & 홀 |
| 2017년 7월 16일 | 도쿄       | 다이버시티 도쿄              |
| 2017년 7월 17일 | 도쿄       | 다이버시티 도쿄              |
| 2017년 7월 21일 | 오사카     | 제프 남바                    |
| 2017년 7월 22일 | 오사카     | 제프 남바                    |
| 2017년 7월 23일 | 오사카     | 제프 남바                    |
| 2017년 7월 29일 | 삿포로시   | 제프 삿포로                  |
| 2017년 7월 30일 | 삿포로시   | 제프 삿포로                  |
| 2017년 8월 4일  | 나고야시   | 제프 나고야                  |
| 2017년 8월 5일  | 나고야시   | 제프 나고야                  |
| 2017년 8월 6일  | 나고야시   | 제프 나고야                  |
| 2017년 8월 30일 | 요코하마시 | 요코하마 아레나              |
| 2017년 8월 31일 | 요코하마시 | 요코하마 아레나              |

### JUNHO (From 2PM) Winter Special Tour "겨울의 소년"
| 개최일          | 도시     | 개최지                       |
| --------------- | -------- | ---------------------------- |
| 2018년 1월 20일 | 삿포로시 | 삿포로 닛토리 문화 홀        |
| 2018년 1월 25일 | 후쿠오카 | 후쿠오카 선 팔레스 호텔 & 홀 |
| 2018년 1월 26일 | 후쿠오카 | 후쿠오카 선 팔레스 호텔 & 홀 |
| 2018년 1월 28일 | 오사카   | 오사카 국제회의장 메인 홀    |
| 2018년 1월 29일 | 오사카   | 오사카 국제회의장 메인 홀    |
| 2018년 2월 17일 | 나고야시 | 나고야 국제회의장 센츄리 홀  |
| 2018년 2월 18일 | 나고야시 | 나고야 국제회의장 센츄리 홀  |
| 2018년 2월 23일 | 도쿄     | 일본무도관                   |
| 2018년 2월 24일 | 도쿄     | 일본무도관                   |

### JUNHO (From 2PM) Solo Tour 2018 "FLASH LIGHT"
| 개최일          | 도시     | 개최지                       |
| --------------- | -------- | ---------------------------- |
| 2018년 6월 30일 | 나고야시 | 제프 나고야                  |
| 2018년 7월 1일  | 나고야시 | 제프 나고야                  |
| 2018년 7월 4일  | 오사카   | 오릭스 극장                  |
| 2018년 7월 5일  | 오사카   | 오릭스 극장                  |
| 2018년 7월 10일 | 도쿄     | 다이버시티 도쿄              |
| 2018년 7월 11일 | 도쿄     | 다이버시티 도쿄              |
| 2018년 7월 13일 | 후쿠오카 | 후쿠오카 선 팔레스 호텔 & 홀 |
| 2018년 7월 14일 | 후쿠오카 | 후쿠오카 선 팔레스 호텔 & 홀 |
| 2018년 7월 21일 | 삿포로시 | 제프 삿포로                  |
| 2018년 8월 20일 | 도쿄     | 일본무도관                   |
| 2018년 8월 21일 | 도쿄     | 일본무도관                   |
| 2018년 9월 5일  | 오사카   | 오사카 성 홀                 |

## 팬미팅

### THE SPECIAL DAY "CANVAS"
| 개최일                    | 도시       | 개최지          |
| ------------------------- | ---------- | --------------- |
| 2017년 9월 16일 (1일 2회) | 서울특별시 | YES24 라이브 홀 |

### JUNHO, THE SPECIAL DAY "잊을 수 없는 날"
| 개최일                    | 도시       | 개최지          |
| ------------------------- | ---------- | --------------- |
| 2018년 10월 6일 (1일 2회) | 서울특별시 | YES24 라이브 홀 |